# فلسفه بریتانیایی

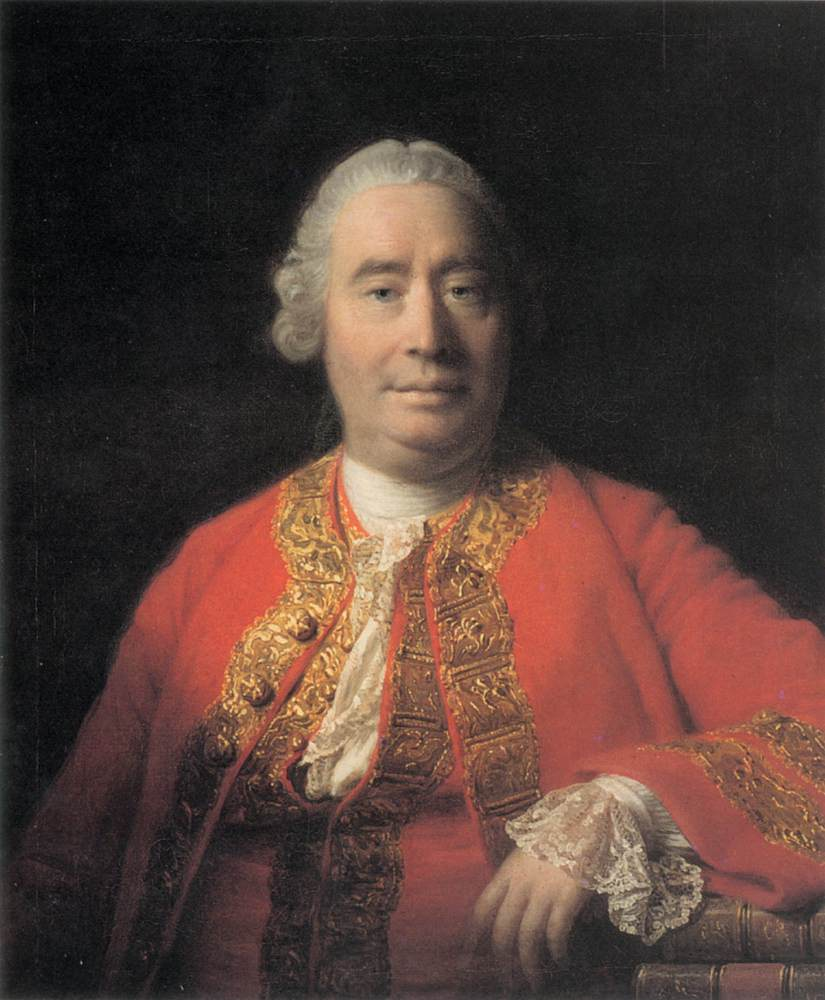
دیوید هیوم، از فیجسته‌ترین چهره‌های فلسفهٔ برلسوفانیی سرشناس بریتانیا

فلسفه بریتانیایی اشاره دارد به سنت‌های فلسفی مردمان بریتانیایی.

## دوره قرون وسطی
انسلمِ کَنتربری
راجر بیکن
دانز اسکوتِس
ویلیامِ آکِم

## دوره مدرن نخستین
فرانسیس بیکن
تامِس هابز
سه تجربه گرای اولیه
1. جان لاک
2. جورج برکلی
3. دیوید هیوم

آدِم اسمیت

## قرن نوزدهم
جرمی بنتام
جان استوارت میل
هنری سیجویک
ایدئالیسم بریتانیایی
نمایندگان این جنبش فلسفی افرادی چون تامس هیل گرین بودند. برتراند راسل و جرج ادوارد مُر نیز در ابتدا به پرورش آن کمک کردند اما سپس با پیش کشیدن فلسفه تحلیلی با آن مخالفت کردند.

## قرن بیستم و به این سو
فلسفه تحلیلی
فلسفه تحلیلی بر تجربه گرایی سنتی بریتانیایی بنا شده بود؛ که توسط گوتلوب فرگه‌ی ریاضی‌دان بروزرسانی و همچنین با منطق سازگار شده بود. فلسفه تحلیلی‌، فلسفه مسلط در کشورهای انگلیسی زبان ابتدای قرن بیستم بود.
جرج ادوارد مُر
برتراند راسل
آلفرد جِی. اِیِر

## فلسفه زبان متعارف
یک مکتب فلسفی بزرگ در بین سال‌های ۱۹۳۰ و ۱۹۷۰ بود.

## دوره معاصر
متفکران اخیر بریتانیایی به ویژه فعال در زمینه فلسفه دین اینها هستند، آنتونی فلو، سی. اس. لوئیس، جان هیک. در زمینه احلاف و سیاست السدیر مک‌اینتایر. و در زمینه سنت تحلیلی درک پارفیت، پیتر استراسن.